# Somosierra
Somosierra è un comune spagnolo di 105 abitanti situato nella comunità autonoma di Madrid. È situato in corrispondenza del passo di montagna omonimo, 93 km a nord della capitale. È il comune più alto e più settentrionale della comunità di Madrid.
Nel suo territorio nasce il fiume Duratón, affluente del Duero.
Il 30 novembre 1808 ebbe luogo a Somosierra l'omonima battaglia della guerra d'indipendenza spagnola contro i francesi di Napoleone Bonaparte.